# Тосканский говор
Тосканский говор (итал. gorgia toscana, [ˈɡɔrdʒa tosˈkaːna], тосканское произношение: [ˈɡɔɾdʒa θosˈkaːna]; букв. тосканское горло) — фонетическое явление, регулируемое комплексом аллофонических правил, характерных для тосканских диалектов.
Явление проявляется в изменении произношения глухих взрывных согласных /k/, /t/ и /p/ в интервокальной позиции (между гласными), где они превращаются в соответствующие фрикативные звуки.

## Описание явления
- /k/ → [h]
- /t/ → [θ] (звуки, похожие на английское «th» в слове «think»)
- /p/ → [ɸ] (похож на звук «ф», но произносится без полного смыкания губ)

Например, слово «casa» (с итал. — «дом») в стандартном итальянском произносится как [ˈkaːza], тогда как в тосканском диалекте оно может звучать как [ˈhaːza]. Это явление чувствительно к паузам, но не к границам слов, поэтому «la casa» (дом) произносится как [la ˈhaːza], а «tre case» (три дома) — как [tre ˈkaːze].

## Географическое распространение

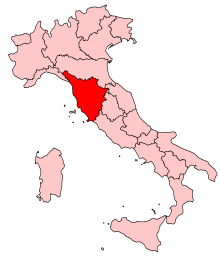
Тоскана на карте Италии

Горджа наиболее ярко выражена в центральной части Тосканы, особенно во Флоренции и прилегающих районах. По мере удаления от центра интенсивность явления снижается. На побережье, например, в Ливорно, Пизе и Лукке, ослабление согласных менее заметно или отсутствует вовсе. На северо-западе, в Версилии, это явление присутствует в некоторой степени, тогда как на востоке, включая районы Пратоманьо и Биббьена, наблюдается ослабление согласных, хотя и с некоторыми вариациями. На севере естественной границей распространения этого явления служат Апеннины.

## Исторический контекст
Хотя ранее предполагалось, что явление может быть связан с фонетическими особенностями этрусского языка, но современные исследования опровергают эту гипотезу. Считается, что говор возник в средние века как естественное фонетическое развитие, аналогичное ослаблению согласных в других центрально-итальянских диалектах и западно-романских языках. Отсутствие упоминаний об этом феномене до XVI века и его неравномерное распространение по регионам Тосканы подтверждают эту точку зрения.

### Социолингвистика
Этот говор не только фонетическая черта, но и социолингвистический маркер, отражающий региональную идентичность. Она варьируется в зависимости от социального контекста, образования говорящего, и даже от формальности ситуации. В более формальных обстоятельствах или при обращении к не-тосканцам, жители Тосканы могут сознательно избегать использования горджи, приближая свою произношение к стандартному итальянскому.